# Saint-Maurice-en-Cotentin
Saint-Maurice-en-Cotentin é uma comuna francesa na região administrativa da Normandia, no departamento Mancha. Estende-se por uma área de 7,52 km². Em 2010 a comuna tinha 263 habitantes (densidade: 35 hab./km²).